# أندريا غاودنزي
أندريا غاودنزي (بالإيطالية: Andrea Gaudenzi)‏ مواليد 30 يوليو 1973 في فاينزا، إيطاليا، هو لاعب كرة مضرب إيطالي سابق بدأ مسيرته كمحترف سنة 1990 وكان يلعب باليد اليمنى، اعتزل اللعب في 2003. أعلى تصنيف له في الفردي كان المركز الـ 18 في سنة 1995. سبق أن شارك في دورة الألعاب الأولمبية الصيفية.

## روابط خارجية
- أندريا غاودنزي على موقع رابطة محترفي التنس (الإنجليزية)
- أندريا غاودنزي على موقع الاتحاد الدولي لكرة المضرب (الإنجليزية)
- أندريا غاودنزي على موقع كأس ديفيز (الإنجليزية)
- أندريا غاودنزي على موقع خلاصة التنس.كوم (الإنجليزية)
- أندريا غاودنزي على موقع اللجنة الأولمبية الدولية (الإنجليزية)
- أندريا غاودنزي على موقع أوليمبيديا (الإنجليزية)